# Paid in Full (dal)
A Paid in Full a finn Sonata Arctica kilencedik kislemeze; az Unia albumról van, és különlegességképpen tartalmaz egy Gary Moore-feldolgozást („Out in the Fields”). Ez volt az első olyan lemez, amelyen szerepelt a Sonata Arctica új logója. Finnországban listavezető volt.

## Számlista
1. „Paid in Full” (Rádióverzió)
2. „Out in the Fields”
3. „Paid in Full” (Albumverzió)

A „Paid In Full”-t Tony Kakko szerezte, az „Out In The Fields”-et Gary Moore.

## Közreműködők
- Tony Kakko – ének
- Jani Liimatainen – gitár
- Henrik Klingenberg – billentyűsök
- Tommy Portimo – dob
- Marko Paasikoski – basszusgitár
- Ahti Kortelainen – a stúdiómunkálatok vezetője
- Mikko Karmila és Björn Egelmann – utómunkálatok

A weboldalukon feltüntetik azt is, hogy a borító a másológép munkája.